# Caupolicana niveofasciata
Caupolicana niveofasciata är en biart som beskrevs av Heinrich Friese 1898. Caupolicana niveofasciata ingår i släktet Caupolicana och familjen korttungebin. Inga underarter finns listade.